# Arménie au Concours Eurovision de la chanson 2008
L'Arménie a participé au Concours Eurovision de la chanson 2008 en Serbie, avec pour représentante Sirusho. C'était la 3e participation de l'Arménie au concours. Elle a été représentée par la chaîne télévisée Arménie 1.
Lors de la finale, la chanson atteignit la 4e place du classement avec 199 points. À la demi-finale, la chanson a été classée 2e de son groupe avec 139 points.

## Sélections nationales
| Ordre de passage | Titre représenté   | Résultats   | Résultats  |
| Ordre de passage | Titre représenté   | Pourcentage | Classement |
| ---------------- | ------------------ | ----------- | ---------- |
| 1                | Strong             | 2,4 %       | 4          |
| 2                | I can't control it | 6,0 %       | 2          |
| 3                | I still breathe    | 5,1 %       | 3          |
| 4                | Qele qele          | 86,5 %      | 1          |

## Demi-finales
| 12 points                                             | 10 points                                        | 8 points                                         | 7 points                                         | 6 points                                        |
| ----------------------------------------------------- | ------------------------------------------------ | ------------------------------------------------ | ------------------------------------------------ | ----------------------------------------------- |
| 1. Belgique 2. Grèce 3. Pays-Bas 4. Pologne 5. Russie | 1. Allemagne 2. Espagne 3. Israël                | 1. Saint-Marin                                   |                                                  | 1. Bosnie-Herzégovine 2. Monténégro 3. Roumanie |
| 5 points                                              | 4 points                                         | 3 points                                         | 2 points                                         | 1 point                                         |
| 1. Moldavie 2. Slovénie                               | 1. Andorre 2. Finlande                           | 1. Irlande 2. Norvège                            | 1. Estonie                                       |                                                 |
| Nombre total de pays ayant voté pour l'Arménie :      | Nombre total de pays ayant voté pour l'Arménie : | Nombre total de pays ayant voté pour l'Arménie : | Nombre total de pays ayant voté pour l'Arménie : | 19                                              |
| Total des points :                                    | Total des points :                               | Total des points :                               | Total des points :                               | 139                                             |

## Finale
| 12 points                                                                                        | 10 points                                        | 8 points                                         | 7 points                                         | 6 points                              |
| ------------------------------------------------------------------------------------------------ | ------------------------------------------------ | ------------------------------------------------ | ------------------------------------------------ | ------------------------------------- |
| 1. Belgique 2. France 3. Géorgie 4. Grèce 5. Pays-Bas 6. Pologne 7. République tchèque 8. Russie | 1. Chypre 2. Espagne 3. Turquie                  | 1. Bulgarie 2. Israël 3. Saint-Marin             | 1. Biélorussie 2. Ukraine                        | 1. Allemagne 2. Bosnie-Herzégovine    |
| 5 points                                                                                         | 4 points                                         | 3 points                                         | 2 points                                         | 1 point                               |
| 1. Serbie 2. Slovénie                                                                            | 1. Roumanie                                      |                                                  | 1. Albanie 2. Moldavie 3. Suède                  | 1. Islande 2. Macédoine 3. Monténégro |
| Nombre total de pays ayant voté pour l'Arménie :                                                 | Nombre total de pays ayant voté pour l'Arménie : | Nombre total de pays ayant voté pour l'Arménie : | Nombre total de pays ayant voté pour l'Arménie : | 27                                    |
| Total des points :                                                                               | Total des points :                               | Total des points :                               | Total des points :                               | 199                                   |